# آواهی (نرم‌افزار)

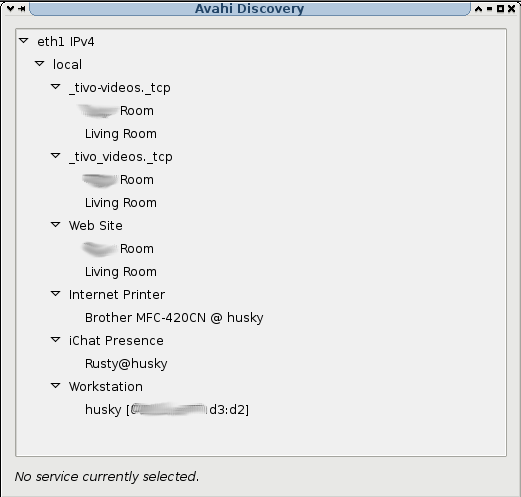
نرم‌افزار آواهی دیسکاوری

آواهی (به انگلیسی: Avahi) نام نرم‌افزار آزاد زیروکانف است که امکان مالتی‌کست دی-ان-اس (به انگلیسی: Multicast DNS) و اس-دی دی-ان-اس و سرویس دیسکاوری (به انگلیسی: Service discovery) را دارد و تحت اجازه گواهی گنو ال‌جی‌پی‌ال منتشر شده‌است.